# Cảnh sát

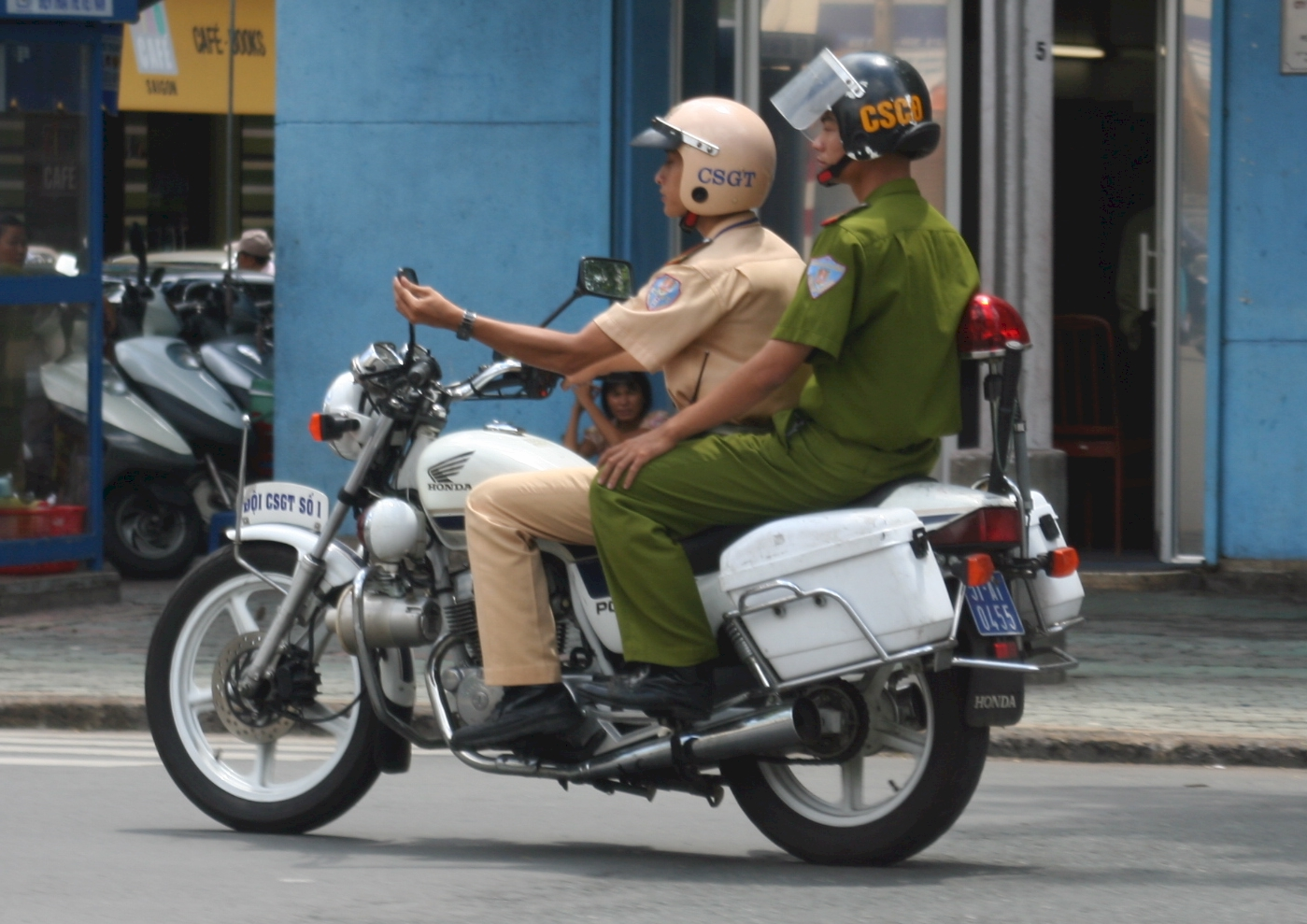
Cảnh sát giao thông (áo vàng) và Cảnh sát trật tự (áo lục) ở Việt Nam

Cảnh sát hay gọi đầy đủ là cảnh sát dân sự để phân biệt với cảnh sát quân sự, là lực lượng công an (an ninh công cộng) của một quốc gia. Tại Việt Nam, thì cảnh sát là một lực lượng thuộc lực lượng công an.
Cảnh sát là công cụ chuyên chế của chính quyền đang điều hành nhà nước đó. Hoạt động trong khuôn khổ pháp luật với những quyền hạn thông thường rất lớn, cảnh sát có nhiệm vụ đảm bảo ổn định cho xã hội, trật tự kỉ cương, bảo vệ lợi ích của nhà nước trong xã hội, các quyền và lợi ích hợp pháp của công dân. Cảnh sát được sử dụng các biện pháp theo luật định và những biện pháp riêng có để thực thi công vụ đó.
Trên thế giới thì nhiệm vụ cụ thể phổ biến của cảnh sát thường là phòng chống tội phạm trong phạm vi toàn Quốc và xử lý các vi phạm pháp luật khác như: vi phạm luật giao thông, luật kinh doanh, luật hình sự...

## Lịch sử ra đời

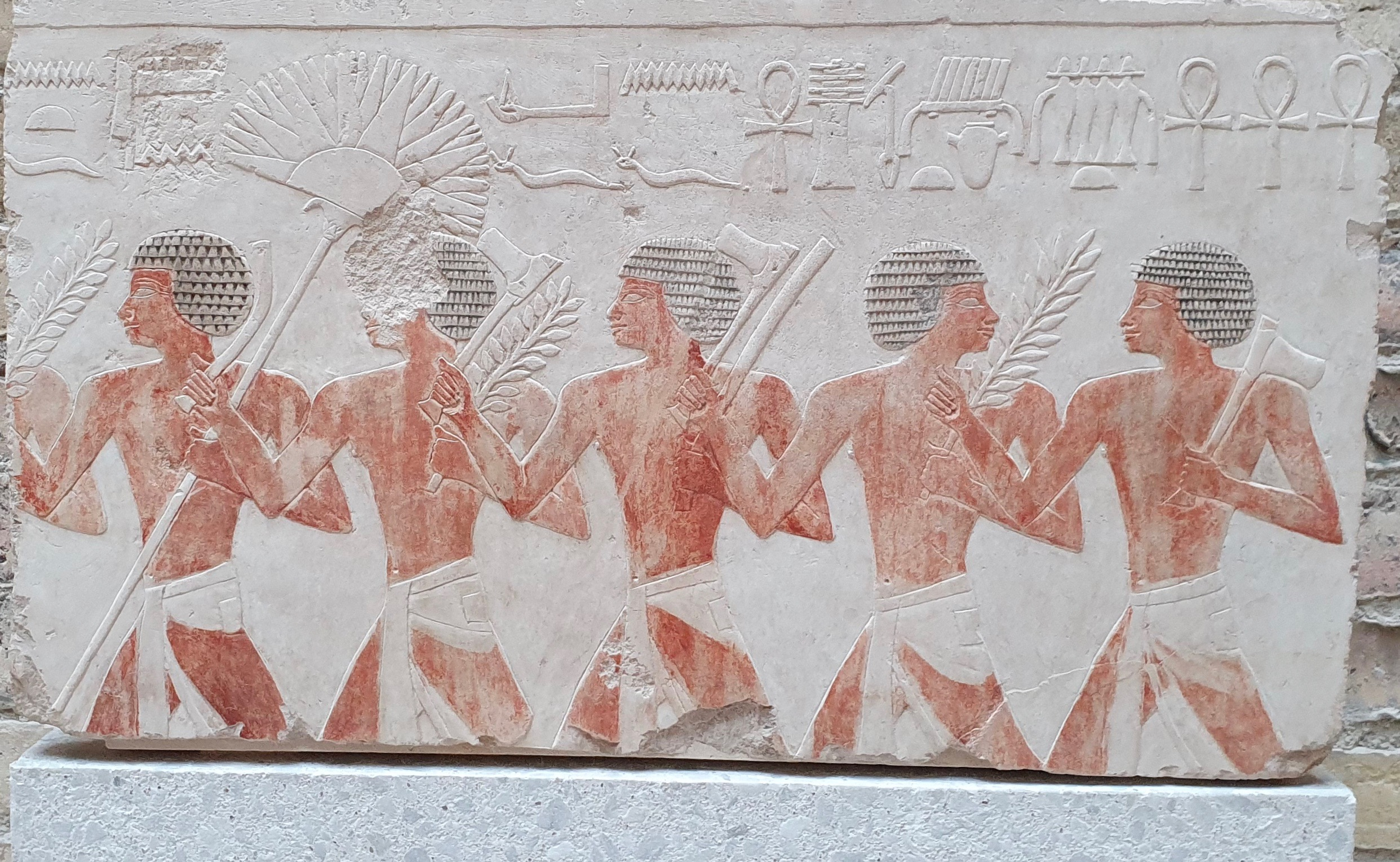
Những chiến binh bảo vệ sự trật tự ở ngôi đền Hathheppsut ở Ai Cập cổ đại, đây chính là những lực lượng cảnh sát đầu tiên trên thế giới.

Lịch sử ra đời của cảnh sát từ rất xa xưa, ngay từ những ngày đầu khi các nhà nước cổ đại đầu tiên như Ai Cập cổ đại, Lưỡng Hà, Ấn Độ Trung Hoa, Hy Lạp cổ đại, La Mã ra đời thì cùng với đó là sự ra đời của những lực cảnh sát sơ khai đầu tiên.

#### Ai Cập
Các chiến binh bảo vệ ngôi đền Hathheppsut ở Ai Cập cổ đại có thể coi là một trong những lực lượng cảnh sát đầu tiên trên thế giới thời kỳ cổ đại. 

#### Khôn  La Mã
Trong Đế chế La Mã, một bộ phận quân đội cũng đóng một vai trò quan trọng trong việc bảo đảm an ninh. Sẽ có một bộ phận lính La Mã tách khỏi quân đoàn của họ và được bố trí hoạt động với dân thường để thực hiện các nhiệm vụ thực thi pháp luật. Các thành phố La Mã cũng thường thuê những người canh gác địa phương để cung cấp thêm một số dịch vụ an ninh.

### Trung đại
Trong thời kỳ Trung Đại thì có những lực lượng chuyên bảo vệ trật tự trị an là các chiến binh, hiệp sĩ, nông dân và thương nhân có vũ trang hoặc các đơn vị quân đội cũng có vai trò như một lực lượng cảnh sát.

#### Trung Quốc
Thời nhà Minh của Trung Quốc có lực lượng cảnh sát mật hoàng gia khét tiếng tên là Cẩm Y Vệ. Khởi nguồn của lực lượng Cẩm Y Vệ là vào đầu những năm 1360, khi đó thành viên Cẩm Y Vệ là những vệ sĩ riêng của Minh Thái Tổ để bảo vệ ông trong trận chiến với thủ lĩnh phiến quân Trần Hữu Lượng.

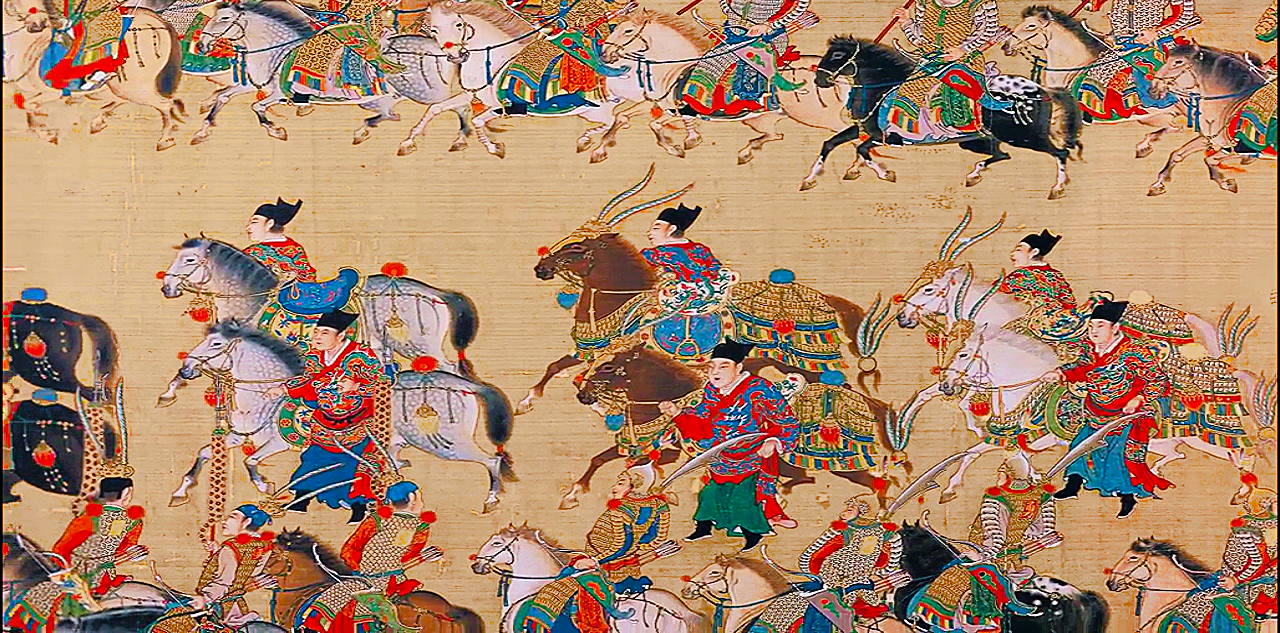
Cẩm Y Vệ, lực lượng cảnh sát hoàng gia khét tiếng nhà Minh trong một cuộc duyệt binh.

#### Tây Ban Nha
Ở Tây Ban Nha thời trung đại, lực lượng Santas Hermandades hay 'tình anh em thánh thiện' là một hiệp hội gìn giữ hòa bình của các cá nhân có vũ trang hoạt động chủ yếu ở các thành phố. Vì các vị vua Tây Ban Nha thời trung đại thường không thể có được sự bảo vệ đầy đủ nên các liên đoàn bảo vệ bắt đầu xuất hiện vào thế kỷ XII để giúp đỡ hoàng đế chống lại các băng cướp và chống lại những người thuộc giới quý tộc làm loạn. Tổ chức Santas Hermandades chỉ tồn tại tạm thời nhưng đã trở tiền đề cho việc phát triển các lực lượng giữ gìn an ninh chuyên nghiệp hơn sau này ở Tây Ban Nha và ở nơi khác.

#### Các nền văn minh Tây Bán Cầu
Các nền văn minh ở phía Tây Bán Cầu thời kỳ Thời kỳ tiền Colombo như Aztec, Maya, Inca cũng có những lực lượng bảo vệ an ninh bên trong lãnh thổ giống như cảnh sát.

### Hiện đại
Lực lượng cảnh sát thống nhất và hoạt động có tổ chức đầu tiên trên thế giới đã ra đời vào năm 1667 tại thành phố Paris, Pháp dưới sự cai quản của nhà vua Louis XIV. Ngày 12 tháng 3 năm 1829, một lực lượng cảnh sát mặc đồng phục đầu tiên trên thế giới đã được thành lập ở Pháp theo sắc lệnh của quốc gia này, lực lượng này được gọi là sergents de ville có nghĩa là "trung sĩ thành phố" do Gabriel-Nicolas de la Reynie thành lập. Cũng vào năm 1829 ở Vương quốc Anh, đạo luật cảnh sát đô thị đã chính thức được thông qua ở Luân Đôn, đánh dấu sự ra đời của một lực lượng cảnh sát kết hợp với tòa án đầu tiên trên thế giới khi đạo luật này nghiêm cấm các cảnh sát không được tùy tiện trừng trị, tra tấn tội phạm trực tiếp mà phải đưa tội phạm về nơi giam giữ và thông qua xét xử ở tòa án để luận tội (trừ trường hợp tội phạm chống trả quyết liệt khi bị bắt).

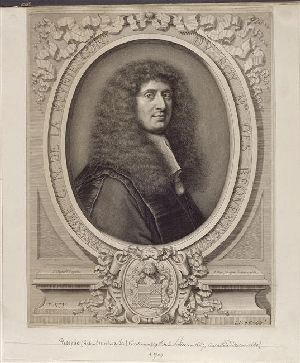
Gabriel-Nicolas de la Reynie, người thành lập lực lượng cảnh sát mặc đồng phục đầu tiên trên thế giới.

Cảnh sát mang đậm bản chất của nhà nước và giai cấp thống trị, là công cụ bạo lực giúp giai cấp thống trị bảo vệ quyền lợi của mình từ bên trong, khác với quân đội là bảo vệ từ bên ngoài.
Ngoài ra xuất phát từ bản chất của nhà nước không chỉ có tính giai cấp mà còn có tính xã hội, nên các lực lượng cảnh sát ngoài chủ yếu bảo vệ quyền lợi cho giai cấp thống trị và nhà nước cầm quyền còn có nhiệm vụ bảo vệ quyền lợi cho các giai cấp xã hội khác.

## Cảnh sát của các nước trên Thế giới

### Úc
Tại Úc có hai cấp cảnh sát khác nhau là cảnh sát bang và cảnh sát liên bang.

### Việt Nam

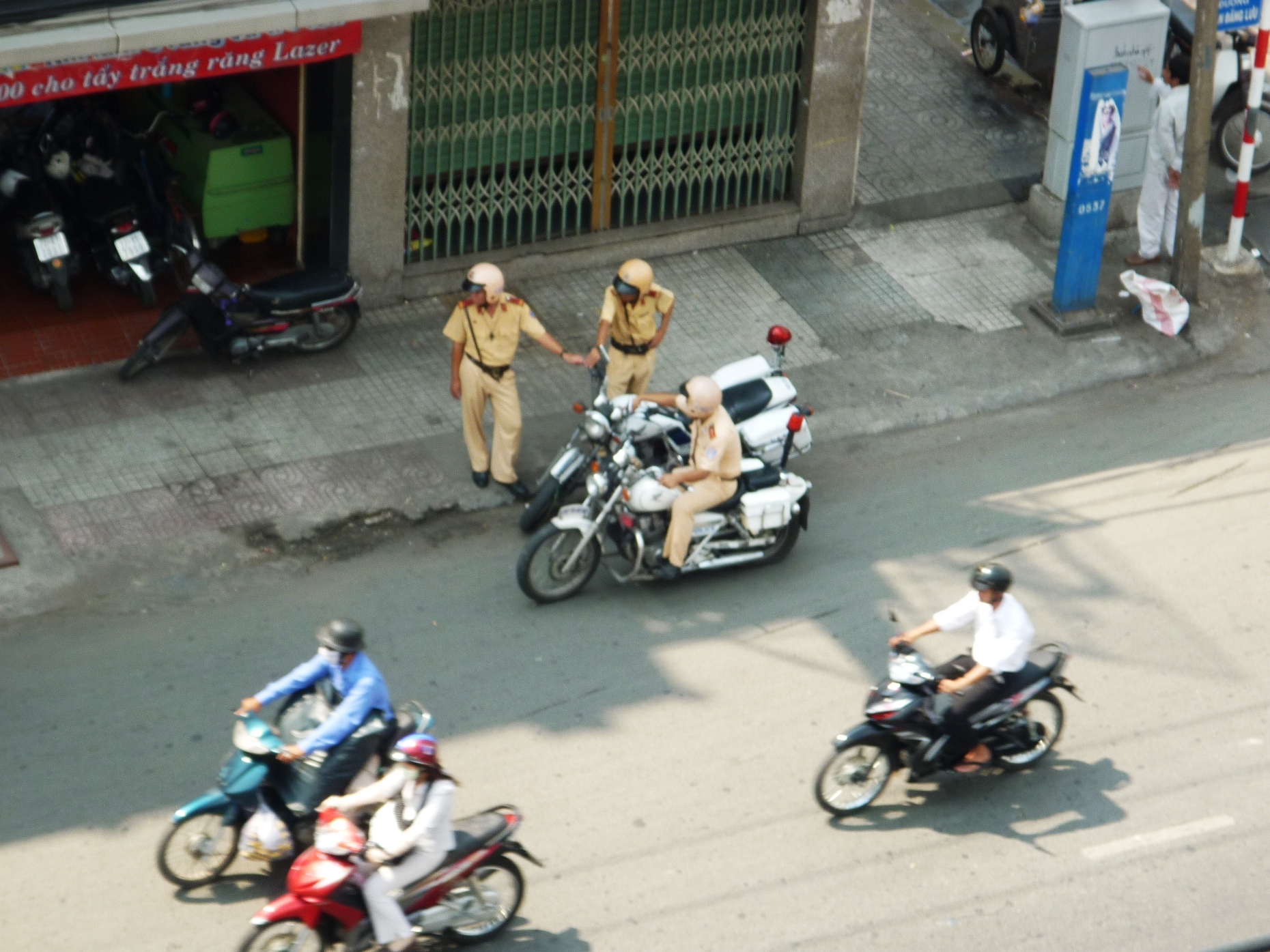
Cảnh sát giao thông đang trao đổi công việc

Tại Việt Nam lực lượng này có tên là Cảnh sát Nhân dân Việt Nam, là một bộ phận của Công an Nhân dân Việt Nam, đặt dưới sự quản lý của Bộ Công an.

#### Nhiệm vụ
- Phòng ngừa, phát hiện, đấu tranh chống tội phạm và vi phạm pháp luật về trật tự, an toàn xã hội, về bảo vệ môi trường; phát hiện nguyên nhân, điều kiện phát sinh tội phạm, vi phạm pháp luật khác và kiến nghị biện pháp khắc phục; tham gia giáo dục đối tượng vi phạm pháp luật tại cộng đồng theo quy định của pháp luật.
- Quản lý hộ khẩu, cấp giấy chứng minh nhân dân; quản lý con dấu; quản lý về an ninh, trật tự các nghề kinh doanh có điều kiện và dịch vụ bảo vệ; quản lý và bảo đảm trật tự, an toàn giao thông, trật tự công cộng; quản lý vũ khí, vật liệu nổ; quản lý, thực hiện công tác phòng cháy, chữa cháy; tham gia cứu hộ, cứu nạn theo quy định của pháp luật.
- Thi hành án hình sự, thi hành án không phải phạt tù, tạm giữ, tạm giam; bảo vệ, hỗ trợ tư pháp
- Là cơ quan điều tra các vụ án theo nguyên tắc tố tụng hình sự và bộ luật hình sự. Nếu cơ quan điều tra có vấn đề, thì cơ quan an ninh điều tra sẽ tiến hành điều tra cơ quan điều tra.
- Thực hiện nhiệm vụ, quyền hạn khác theo quy định của pháp luật.

Ngày truyền thống là ngày 20 tháng 7 năm 1962, lấy theo ngày công bố Pháp lệnh Cảnh sát nhân dân nước Việt Nam Dân chủ Cộng hòa.

## Ngành an ninh ở Việt Nam
Tại Việt Nam, ngành công an là ngôi nhà chung của rất nhiều ngành nghề lĩnh vực trong xã hội. Do đặc thù, hàng năm ngành công an cũng thi tuyển thêm các chuyên gia khác mà trong hệ thống đào tạo của ngành chưa có như: kế toán, kỹ thuật viên, công nghệ thông tin, bác sĩ, nhà báo v.v... cho các cơ quan trực thuộc ngành.
Để đảm bảo an ninh và sự bình yên về mọi mặt cho Tổ quốc, ngành công an được chia thành hai lực lượng chính:
- Cảnh sát: bảo vệ và giữ gìn trật tư, an toàn xã hội.
- An ninh: bảo vệ an ninh Quốc gia, bảo vệ chế độ xã hội chủ nghĩa, bảo vệ Đảng, chính quyền, các lực lượng vũ trang và nhân dân.

Một số nghề nghiệp trong lực lượng an ninh:
- An ninh văn hóa tư tưởng

Nhiệm vụ: phòng ngừa, phát hiện, đấu tranh, ngăn chặn mọi âm mưu, hoạt động xâm hại an ninh, trật tự trong lĩnh vực văn hoá tư tưởng do các thế lực thù địch và tội phạm tiến hành, bảo tồn và phát huy văn hoá dân tộc.
- An ninh tình báo

Nhiệm vụ: phát hiện, đấu tranh, ngăn chặn mọi âm mưu và hoạt động thâm nhập, phá hoại của các thế lực bên ngoài. Họ thường xuyên phải hoạt động trong điều kiện nguy hiểm và căng thẳng. Giữ bí mật tuyệt đối là một yêu cầu bắt buộc của hoạt động tình báo. Để được chọn vào đội ngũ này phải vượt qua những điều kiện hết sức khắt khe, phải là những người có trình độ rất giỏi, đặc biệt mưu trí, dũng cảm với thần kinh thép và bản lĩnh tuyệt vời.
- An ninh kinh tế

Nhiệm vụ: đấu tranh chống lại các âm mưu hoạt động phá hoại về kinh tế do các thế lực thù địch và các loại tội phạm kinh tế gây ra, bảo vệ bí mật nhà nước trong lĩnh vực kinh tế, bảo đảm sự an toàn của các cơ sở vật chất, kỹ thuật, tài sản quốc gia, các mục tiêu kinh tế trọng điểm, đội ngũ cán bộ khoa học, kỹ thuật, các cán bộ quản lý kinh tế v.v...
- An ninh mạng

Nhiệm vụ: đấu tranh với các loại tội phạm sử dụng công nghệ cao, bảo mật an toàn dữ liệu mạng của bộ Công an.
Một số nghề nghiệp trong lực lượng cảnh sát
- Cảnh sát quản lý hành chính và trật tự xã hội

Nhiệm vụ: Quản lý trật tự nơi công cộng, đăng ký, quản lý nhân khẩu, hộ khẩu, quản lý chứng minh nhân dân, quản lý kho vũ khí, vật liệu nổ, quản lý con dấu, quản lý những người trực thuộc diện quản chế, cải tạo tại chỗ, cải tạo không giam giữ, án treo, hướng dẫn nghiệp vụ cho lực lượng cảnh sát khu vực, công an xã, bảo vệ dân phố, dân phòng v.v...
- Cảnh sát điều tra tội phạm về trật tự xã hội (cảnh sát hình sự)

Nhiệm vụ: Tiến hành triển khai các biện pháp trinh sát và hoạt động điều tra theo quy định của pháp luật để điều tra, khám phá tội phạm về trật tự xã hội (trừ tội phạm về ma túy, tội phạm trật tự quản lý kinh tế và chức vụ), góp phần bảo vệ tài sản cũng như tính mạng, quyền lợi hợp pháp của công dân, giữ gìn trật tự, an toàn xã hội.
- Cảnh sát điều tra tội phạm ma túy

Nhiệm vụ: Nghiên cứu, nắm bắt tình hình hoạt động của các loại tội phạm ma tuý, từ đó phát hiện nguyên nhân, điều kiện phát sinh của tội phạm về ma tuý để đề xuất, hướng dẫn các biện pháp đấu tranh phòng ngừa. Bên cạnh đó, nghiên cứu phương thức, thủ đoạn và quy trình hoạt động của tội phạm ma tuý, tiến hành điều tra tội phạm về ma tuý theo quy định của Bộ luật Hình sự. Một nhiệm vụ khác không kém phần quan trọng là phối hợp với các đơn vị trong và ngoài ngành để tổ chức công tác tuyên truyền, phòng chống tội phạm ma tuý.
- Cảnh sát điều tra tội phạm về trật tự quản lý kinh tế và chức vụ

Nhiệm vụ: Tiến hành các biện pháp đấu tranh, phòng ngừa và ngăn chặn các đối tượng có hành vi xâm phạm trái phép đối với tài sản của Nhà nước, các tổ chức chính trị, kinh tế, xã hội có hành vi trục lợi bất chính dưới các hình thức như: tham nhũng, hối lộ, biển thủ công quỹ Nhà nước, lừa đảo, các tội phạm về chức vụ và tội phạm kinh tế khác được quy định trong Bộ luật Hình sự.
- Cảnh sát phòng cháy và chữa cháy

Nhiệm vụ: Bảo vệ người dân khỏi hỏa hoạn, quản lý, tổ chức, chỉ đạo và thực hiện nghiêm nhiệm vụ phòng cháy và chữa cháy trên toàn quốc, góp phần giữ gìn trật tự an toàn xã hội.
- Cảnh sát quản lý và bảo vệ tư pháp

Nhiệm vụ: Canh gác, bảo vệ những mục tiêu quan trọng như: Lăng Chủ tịch Hồ Chí Minh, Phủ Chủ tịch, các Đại sứ quán, tổ chức tuần tra, cơ động chiến đấu kịp thời, trấn áp mọi hoạt động phá rối an ninh trật tự; bảo vệ các phiên toà, bắt giữ, áp tải bị can, dẫn giải người làm chứng, quản lý kho vật tư và hỗ trợ công tác thi hành án v.v...
- Cảnh sát giao thông

Nhiệm vụ: Tổ chức, chỉ đạo và tiến hành công tác đảm bảo an toàn trật tự giao thông, giáo dục và tuyên truyền cho người dân về Luật giao thông.
- Cảnh sát cơ động

Nhiệm vụ: Trấn áp tội phạm, hỗ trợ công tác giải cứu con tin, chống khủng bố góp phần bảo vệ an ninh, giữ gìn trật tự công cộng.

## Trang bị

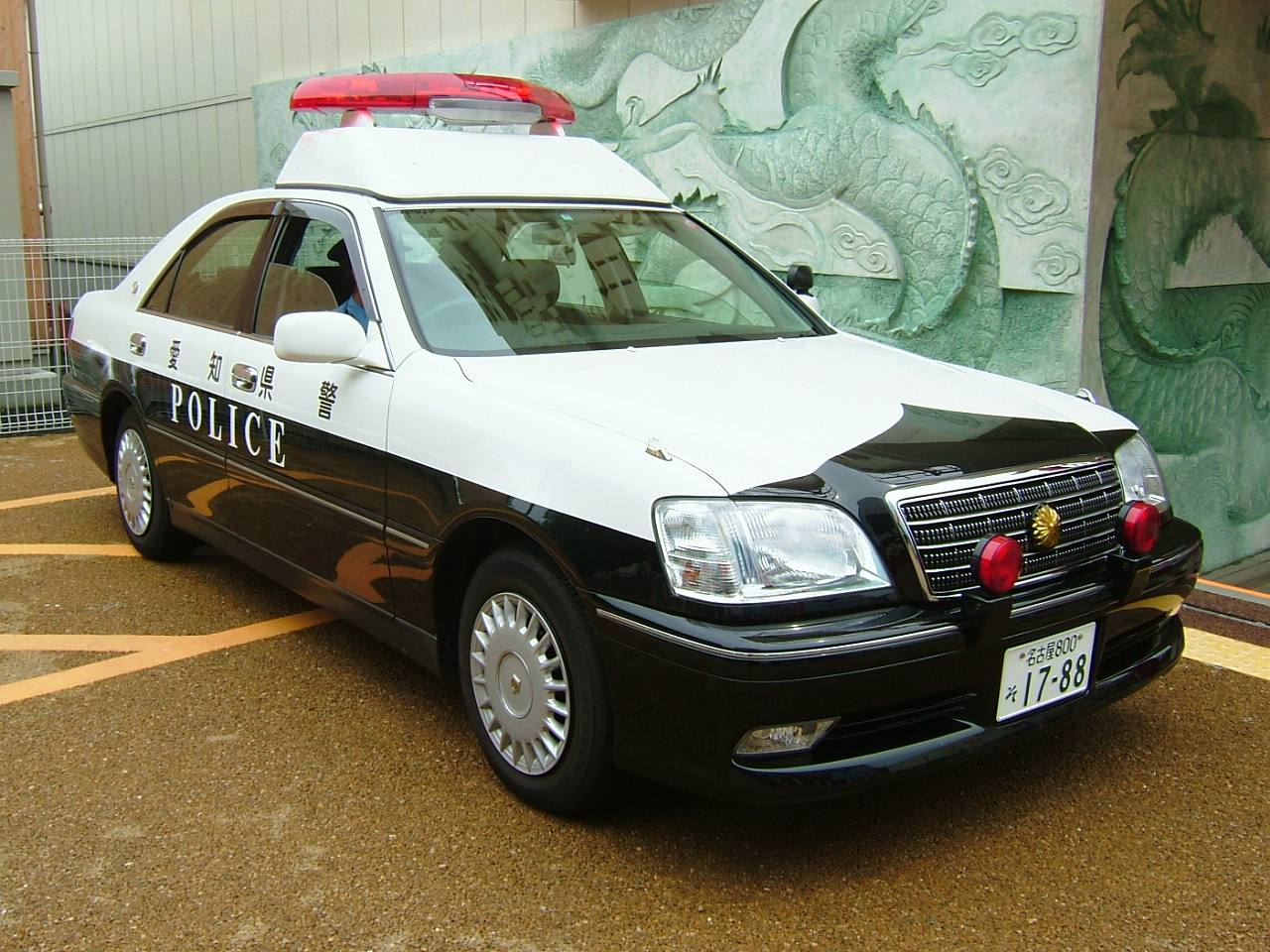
Xe cảnh sát

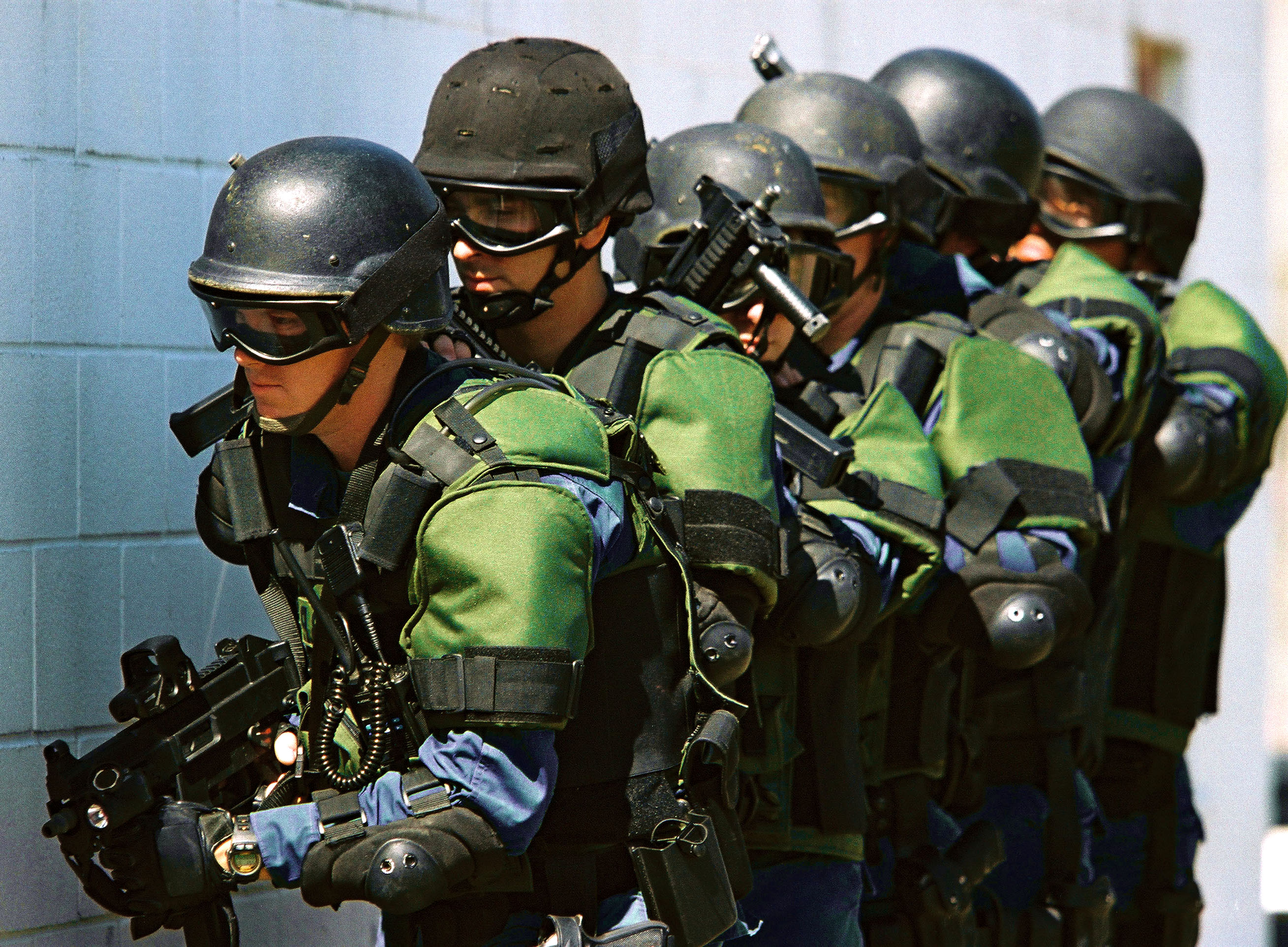
Cảnh sát Mỹ với các trang thiết bị

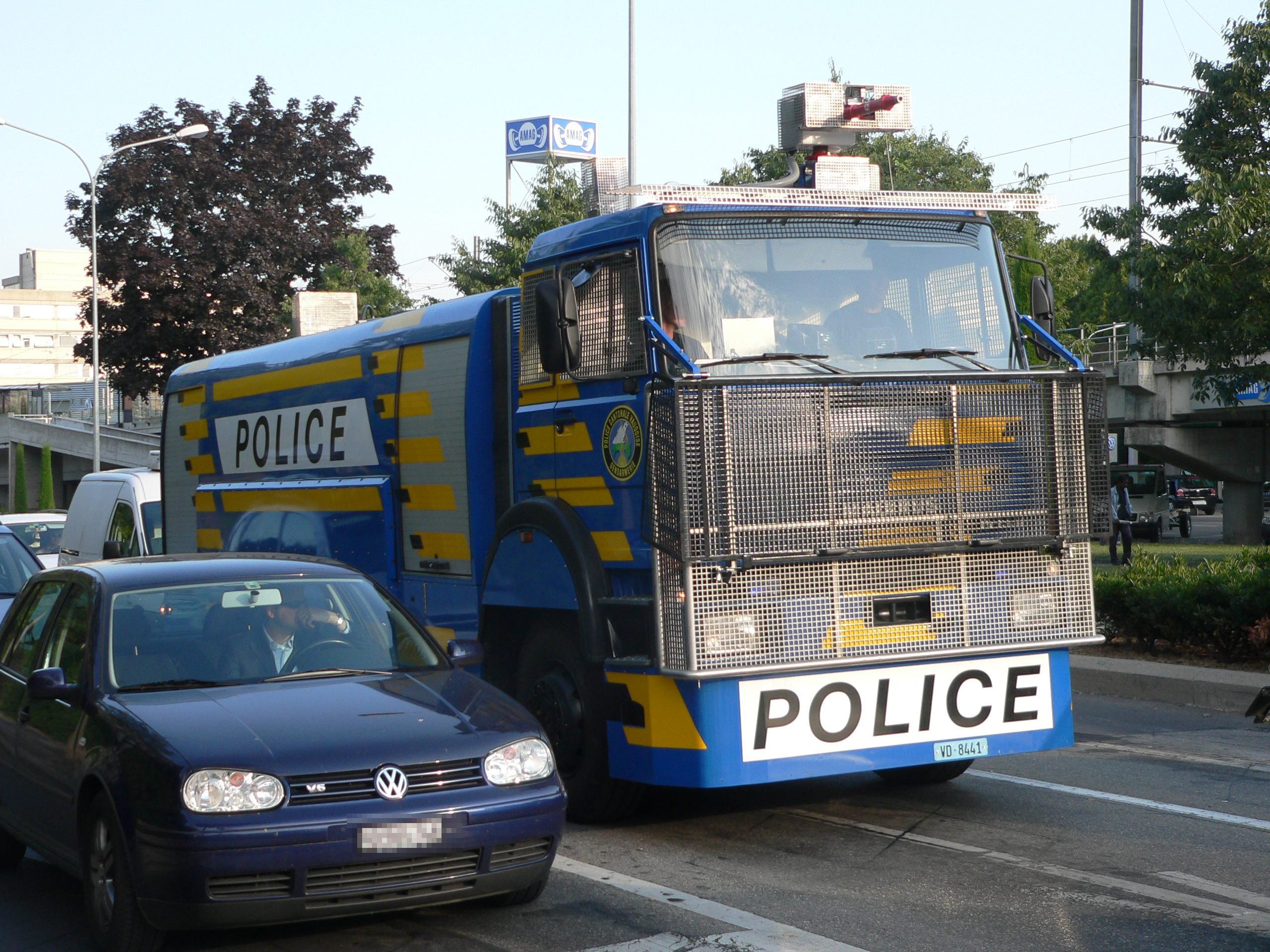
Xe cảnh sát Thụy Sĩ

Do luôn phải thực hiện những nhiệm vụ đặc biệt nguy hiểm và có thể bỏ mạng bất cứ lúc nào như truy bắt tội phạm, chống khủng bố nên các lực lượng cảnh sát luôn được trang bị nhiều công cụ đặc biệt. Phổ biến là các vũ khí như súng, dùi cui, áo chống đạn, mũ sắt, lá chắn... Thậm chí trong một số trường hợp đặc biệt như khi chống bạo loạn cảnh sát được sử dụng vòi rồng, lựu đạn hơi cay...